# ساربسک

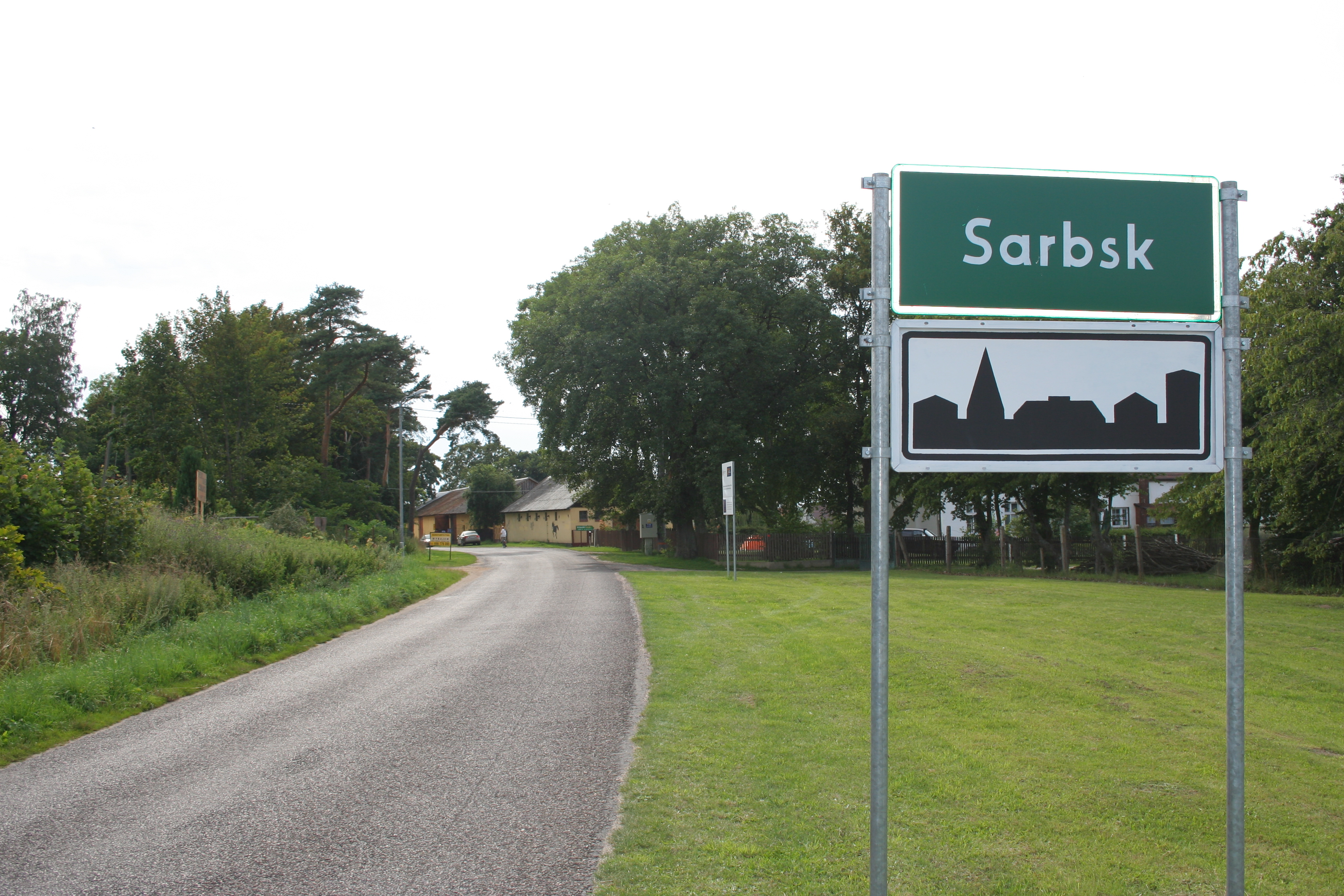
ورودی روستا ساربسک

ساربسک (به لهستانی:  Sarbsk) یک روستا در لهستان است که در گمینا ویتسکو واقع شده‌است. ساربسک ۲۱۲ نفر جمعیت دارد.